# Nova (nome)
Nova é um nome próprio de origem latina que significa "novo".

## Variações
É de uso regular tanto para homens quanto para mulheres. Nos Estados Unidos, o nome está em uso desde 1800. Ele foi classificado pela primeira vez entre os 1.000 principais nomes para meninas recém-nascidas nos Estados Unidos em 2011 e está entre os 50 nomes mais usados para meninas americanas recém-nascidas desde 2017. Novah, uma grafia variante, também foi classificada entre os 1.000 principais nomes dados a meninas recentemente. Elaborações do nome como Novalee, Novalynn e Novarae, todas com muitas variantes de grafia, também são bem utilizadas para meninas americanas. É um dos vários nomes atualmente na moda para meninas americanas que contêm a letra v. Nova estava entre os cinco nomes mais populares para meninas negras recém-nascidas no estado americano da Virgínia em 2022 e novamente em 2023. Noova é uma variante finlandesa.

Também aumentou em uso para meninas em países europeus nos últimos anos. Está entre os 100 principais nomes na Holanda e na Suécia e entre os 200 principais nomes na Noruega nos últimos anos e também está aumentando em uso no Reino Unido.